# Сан Лоренцо фуори ле Мура
Вижте пояснителната страница за други значения на Сан Лоренцо.
„Сан Лоренцо фуори ле Мура“ (на италиански: Basilica di San Lorenzo fuori le Mura; букв.превод: Сан Лоренцо извън стените) е една от седемте поклоннически църкви в Рим, Италия.

## История
Построена е през 580-те г. на мястото където е погребан Свети Лаврентий. През XIII век папа Хонорий III пристроява към стария храм голяма пристройка в романски стил. От 1374 до 1847 г. в базиликата се намира катедрата на латинските патриарси на Йерусалим. Фасадата на базиликата е разрушена по време на съюзническите бомбардировки на Рим през юли 1943 г. Възстановяването на базиликата продължава до 1949 г.